# San Benito (Teksas)
San Benito – miasto w Stanach Zjednoczonych, w stanie Teksas, w hrabstwie Cameron.

## Demografia
Według przeprowadzonego przez United States Census Bureau spisu powszechnego w 2010 miasto liczyło 24 250 mieszkańców, co oznacza wzrost o 3,4% w porównaniu do roku 2000. Natomiast skład etniczny w mieście wyglądał następująco: Biali 86,0%, Afroamerykanie 0,5%, Azjaci 0,3%, pozostali 13,2%.